# Anatole peristera
Anatole peristera är en fjärilsart som beskrevs av Hans Ferdinand Emil Julius Stichel 1910. Anatole peristera ingår i släktet Anatole och familjen Riodinidae. Inga underarter finns listade i Catalogue of Life.